# Сирко Станчев
Сирко Станчев Петков (Петров) е български военен, адютант на цар Борис III, народен представител.

## Биография
Сирко Станчев е роден на 8 февруари 1893 г. в гр. Ловеч. От трети прогимназиален клас постъпва кадет във Военното на Н. В. Училище, което завършва на 2 август 1912 г. с 32-рия випуск, наречен „Царски“, защото в него е зачислен престолонаследникът княз Борис. с първи офицерски чин подпоручик. Като командир на рота от 34-ти пехотен троянски полк взема участие в Балканската (1912 – 1913), Междусъюзническата (1913) и Първата световна война (1915 – 1918). Ранен е по време на сраженията при Одрин (1913). Награден е два пъти с орден „За храброст“. На 6 април 1918 г. е назначен за командир на охранителната рота в Чамкория, като преди това е бил ротен командир в ШЗО.
След завършване на войната е удостоен с назначение, адютант на Н.В. Цар Борис III. Тази длъжност заема продължително време. Завършва генералщабна академия. От 1924 г. служи една година в Генералния щаб на Българската армия. От 1927 г. е в щаба на 1-ви пехотен софийски полк. През март 1928 г., с военно звание подполковник, напуска служба по собствено желание.
Женен е за солунчанката Василка Шавкулова, дъщеря на търговеца Никола Шавкулов.
Започва да се занимава с търговия и обществена дейност в София. Успешно завършва специалностите „Търговия“ и „Дипломация“ в Свободния университет в София (днес УНСС). След преврата на 19 май 1934 г., като близък на двореца е интерниран от правителството на Кимон Георгиев в гр. Даръ-дере (дн. Златоград). Там установява тесни приятелски връзки с местните жители. През 1938 г. е избран за народен представител в XXIV обикновено народно събрание от Златоград. Представлява града и в следващото XXV обикновено народно събрание.
Подписва се под инициираното от Димитър Пешев писмо до министър-председателя Богдан Филов против депортирането на българските евреи.
След 9 септември 1944 г. е осъден от Втори състав на т.нар. „Народен съд“ на смърт и екзекутиран. С решение № 243 от месец април 1996 г. на Върховния съд на Република България присъдата е отменена.
Сирко Станчев е прадядо на юриста Никола Минчев.
Улица в Златоград носи името на Сирко Станчев в знак на почит към приноса му за развитието на града.

## Военни звания
- Подпоручик (2 август 1912)
- Поручик (2 август 1914)
- Капитан (20 юли 1917)
- Майор (27 ноември 1919)
- Подполковник (5 декември 1927)
- Полковник